# Melanoplus solitudinis
Melanoplus solitudinis is een rechtvleugelig insect uit de familie veldsprinkhanen (Acrididae). De wetenschappelijke naam van deze soort is voor het eerst geldig gepubliceerd in 1935 door Hebard.